# Adalberto Vale
Adalberto Ferreira do Valle (Belém, 3 de junho de 1909 — São Paulo, 4 de fevereiro de 1963), mais conhecido como Adalberto Valle, foi um industrial, hoteleiro, empresário e político brasileiro, outrora deputado federal pelo Amazonas.

## Dados biográficos
Filho de Acácio Ferreira do Vale e Honorina Monteiro do Valle.  Descendia de uma família de seringalistas. Seu avô por parte de mãe Antônio Monteiro, filho do Comendador José Francisco Monteiro, chegou a ser o maior seringalista de toda a região amazônica.
O seu bisavô  José Francisco Monteiro (comendador), conhecido como o Barão da Borracha, foi pioneiro na Região do Rio Madeira e fundou a cidade de  Humaitá (Amazonas) em 15 de Maio de 1869.
Seu pai Acácio Ferreira do Valle também era um seringalista importante no Amazonas.
Adalberto era Bacharel em Direito formado em 1931 na Faculdade de Direito da Universidade de São Paulo. Nesse mesmo ano Adalberto Valle assumiu a administração dos seringais da família no Amazonas devido ao falecimento do pai. De tão extensos, os mesmos serviram de inspiração para o romance A Selva, do escritor português Ferreira de Castro. Membro da diretoria da Refinaria de Petróleo de Manaus e fundador da Companhia Brasileira de Fiação e Tecelagem de Juta em 1954,[carece de fontes?] retornou à capital paulista trabalhando na Companhia de Seguros Prudência e Capitalização, da qual foi presidente com o passar dos anos.
Diretor do Banco Sul Americano do Brasil, em São Paulo e presidente da Sociedade Amigos de Campos do Jordão, Valle além de Industrial teve forte participação no ramo turístico, tendo fundado o Hotel Amazonas em Manaus em 1951 e o Brasília Palace Hotel em 1958. 
Ingressou na vida pública ao eleger-se deputado federal pelo PTB do Amazonas em 1958, mas não disputou a reeleição. Faleceu três dias depois de encerrado o seu mandato parlamentar.
Adalberto casou-se com Maria de Lourdes Pedroso Chagas em 18 de Novembro de 1937 em São Paulo. Juntos tiveram um filho, Adalberto Ferreira do Valle Jr, nascido em São Paulo, dia 28 de Novembro de 1938.